# Obleganje Ravenne (539–540)
Po osvojitvi Ariminuma, Urviventusa, Urbinusa in Auximusa je bila cesta do Ravenne odprta za Bizantince. Konec leta 539 ali na začetku leta 540 je bizantinski vojskovodja Belizar,  zmagovalec v spopadih kot so bitka pri Dari nad Sasanidi, bitka pri Ad Decimumu nad Vandali in zavzetju Rima nad Goti, marširal proti Raveni, medtem ko je njegov kolega Vitalius že bil na tem območju. Vitalius je odkril pošiljko žita, namenjeno Ravenni in jo zajel. Ko so se novice o obleganju razširile, so se mnoge gotske garnizije začele predajati. Mesto samo je bilo osvojeno, ko je Belizarju ponudil ostrogotski prestol in je to navidezno sprejel.

## Ozadje
V zgodnjem delu gotske vojne so Bizantinci med osvajanjem Italije hitro osvojili velik vnos ozemlja. Med zajetimi mesti je bil tudi Rim ki so ga Goti poskušali ponovno osvojiti v obleganju. Med obleganjem Rima je bizantinski poveljnik Janez uspešno osvojil Ariminum. To je grozilo gotski prestolnici Ravenni, zato so Goti prekinili obleganje in se premaknili proti Janezu. Po uspešni obrambi pred Goti v  Ariminumu in zajetju Urviventusa, Urbina, Fisula in Auximusa, upočasnjeni zaradi močnega odpora pri  Auximusu in neposlušnostjo Narzesa in Janeza, so bili Bizantinci pripravljeni marširati proti Raveni. Medtem so bizantinske sile prav tako izvajale kampanjo v Dalmaciji, Vitalius pa se je premaknil od tam in bil pripravljen tudi ogroziti gotsko prestolnico.

## Obleganje

### Začetek pogajanj
Konec leta 539 ali na začetku 540 se je Belisarius premaknil proti Ravenni. Velika sila, ki jo je vodil bizantinski poveljnik Magnus, je bila poslana, da patruljira po južni obali reke Pad in ogrozi Raveno z druge smeri. Hkrati se je Vitalius premikal iz Dalmacije, prispel je na mesto, kjer je lahko patruljiral po severni obali Pad. Iz neznanega razloga je reka padla na tako nizek nivo, da ladje namenjene oskrbi Ravene niso mogle nadaljevati in so jih nato zajeli Vitaliusovi vojaki. Ko je voda spet narasla, je Vitalius poslal žito Belizarju, ki ga je razdelil med bizantinske enote. Bizantska prevlada na morju je preprečila Gotom, da bi pošiljali kakršno koli drugo žito v mesto. Ko je kralj Frankov Theudibert videl, kako obupna je postajala gotska situacija, je ponudil pomoč gotskemu kralju Vitigezu v zameno za mirno delitev Italije. Ko je slišal za frankovsko ponudbo je Belizar poslal svojega poslanca. Bizantski poslanec je opozoril na zatiranje Turingov in Burgundov s strani frankovskih kraljev in na izdajo, ki so jo Franki storili prej v vojni, ko so napadli Gote, s katerimi so bili do takrat zavezniki, zavezništvo je bilo sklenjeno v tajnosti, kljub že obstoječemu zavezništvu z Bizantinci. Vitigez se je odločil, da bo poskusil srečo raje z Bizantinci kakor pa z Franki.

### Zadnji poskus reševanja
Medtem ko je Vitigez še razpravljal, je Belizar poslal Vitaliusa v Benečijo, da bi zajeli čim več naselij. Približno v enakem času so pogorele žitnice v Raveni. Ogenj je morda bil posledica bizantskih agentov ali pa ga je mogoče uredila Matasuntha, kraljica Ostrogotov, ki se je bila prisiljena poročiti z Vitigezom. Drug možen vzrok za požar je bila strela. Ko so izvedele za obleganje, so se gotske garnizije v Kotijskih Alpah odločile predati. Belizar je sprejel predajo in poslal vojake, da zasedejo območje. Medtem je Uraias, gotski poveljnik, ki je bil prej žrtev prevare Frankov in poražen v nepričakovanem napadu, marširal z vojsko 4.000 mož, da bi rešil mesto. Ko so Bizantinci zasedli Kotijske Alpe, so se mnoge družine Uraiasovih vojakov znašle v nevarnosti, da bodo ujete, kar ga je prisililo, da se je namesto tega pomaknil tja. Uraias je oblegal bizantsko-gotsko vojsko. Druga bizantska vojska se je premaknila na to območje, kar je privedlo do tega, da so bile družine Uraiasovih enot kljub temu ujete in njegova vojska je razpadla. Zdaj ni bilo več upanja, da bi rešili Ravenno, toda mesto je bilo neosvojljivo po kopnem in morju, zato jo je bilo treba izčrpati ali dobiti z podkupninami ali prevaro.

### Gotska predaja
Sporočilo od cesarja Justiniana je prispelo kot lahka mirovna pogodba, ki je ponujala Vitigezu kraljestvo nad ozemljem severno od reke Pad kot cesarjev vazal. Kot poveljnik na terenu bi moral Belirar pogodbo ratificirati, da bi stopila v veljavo, a se je temu uprl. Gotsko plemstvo se je balo mirovne pogodbe z Bizantinci, saj bi jih verjetno deportirali na vzhod imperija in prisilili v boj proti Sasanidom. Skrivaj so ponudili Belizarju zahodni cesarski prestol, ko je Vitigez izvedel za to, je predlog podprl. Belizar je sprejel dogovor in izpolnil vse obveznosti, ki so se od njega zahtevale, razen tistih glede zahodnega prestola, za katere je dejal, da bo izpolnil v prisotnosti Vitigeza. Maja 540 je Belizar vstopil v Raveno in jo, kot obljubljeno, zasedel kot del Vzhodnorimskega cesarstva namesto Zahodnorimskega. Potem, ko je pustil zajete Gote, da gredo domov, so Bizantinci presegli število Gotov v njihovem nekdanjem glavnem mestu. Ob novici o padcu Ravene so zadnje preostale gotske sile ponudile svojo predajo Belizarju.